# Antônio Carlos de Abreu Sodré
Antônio Carlos de Abreu Sodré (Santa Cruz do Rio Pardo, 5 de abril de 1898 — São Paulo, 18 de novembro de 1946) foi um político brasileiro. Exerceu o mandato de deputado federal constituinte por São Paulo em 1934.